# Биковщизна
Биковщизна (пол. Bykowszczyzna) — село в Польщі, у гміні Фірлей Любартівського повіту Люблінського воєводства.
Населення — 147 осіб (2011).
У 1975-1998 роках село належало до Люблінського воєводства.

## Демографія
Демографічна структура станом на 31 березня 2011 року:
|          | Загалом | Допрацездатний вік | Працездатний вік | Постпрацездатний вік |
| -------- | ------- | ------------------ | ---------------- | -------------------- |
| Чоловіки | 74      | 20                 | 43               | 11                   |
| Жінки    | 73      | 11                 | 43               | 19                   |
| Разом    | 147     | 31                 | 86               | 30                   |